# Gorzków (powiat bocheński)
Gorzków – wieś w Polsce położona w województwie małopolskim, w powiecie bocheńskim, w gminie Bochnia.
Wieś duchowna, własność Opactwa Benedyktynek w Staniątkach położona była w drugiej połowie XVI wieku w powiecie szczyrzyckim województwa krakowskiego. W latach 1975–1998 miejscowość należała administracyjnie do województwa tarnowskiego. Integralne części miejscowości: Podgorzków, Podole, Zagrabówcze.

## Historia
Gorzków, pierwotna nazwa to "Wilcze Chyże", była wsią klasztorną, klasztoru Benedyktynek w Staniątkach.
Istnienie wsi potwierdza dokument z roku 1286, choć dotyczy to roku 1282, mowa w nim o lokacji nowej osady "Kiebło". Fragment tego dokumentu brzmi ..."granice miasta Brzeźnicy, wsi Brzeźnicy Nowej (obecnie Łazy) i wsi, którą sołtys Hertmund może za zgodą klasztoru staniąteckiego osadzić, aż do Gorzkowa zwanego pospolicie "Wilcze Chyże" i naprzeciw Krzeczowa aż do Mysłowa"....
W roku 1317 Władysław Łokietek nadał ogólny przywilej klasztorowi staniąteckiemu zezwalający na przeniesienie na prawo niemieckie wsi klasztornych.
W latach 1641–1643 konwent sióstr benedyktynek prowadził spory ze starostą krzeczowskim Stanisławem Witowskim o swe dobra w Gorzkowie i Łazach. ..."Spór przybierał formę bardzo gwałtowną. przeciwko ksieni Trzcińskiej i prowadzącym sprawę komisarzom, Witowscy wystąpić mieli z hałastrą 1000 ludzi swoich (..). Zuchwalcy ci zepchnęli ksienię i całe towarzystwo do rowu, a jeden górnik zamierzył, się na nią siekierą i byłby niechybnie pozbawił ksenię życia, gdyby nie jeden z jej poddanych (..) nie był ją zasłonił rękoma swymi, ale z tej przyczyny postradał kilka palców"....
W Gorzkowie znajduje się kaplica pw. Niepokalanego Poczęcia Najświętszej Maryi Panny, należąca do parafii świętego Stanisława bm. w Brzeźnicy.

## Osoby związane z Gorzkowem
- Stanisław Łach
- Władysław Lohn